# Camillo Ugi
Camillo Ugi (21 de desembre de 1884 - 18 de maig de 1970) fou un futbolista alemany de la dècada de 1910.
Fou 15 cops internacional amb la selecció alemanya amb la qual participà en els Jocs Olímpics d'Estiu de 1912.
Pel que fa a clubs, defensà els colors de VfB Leipzig.

## Referències

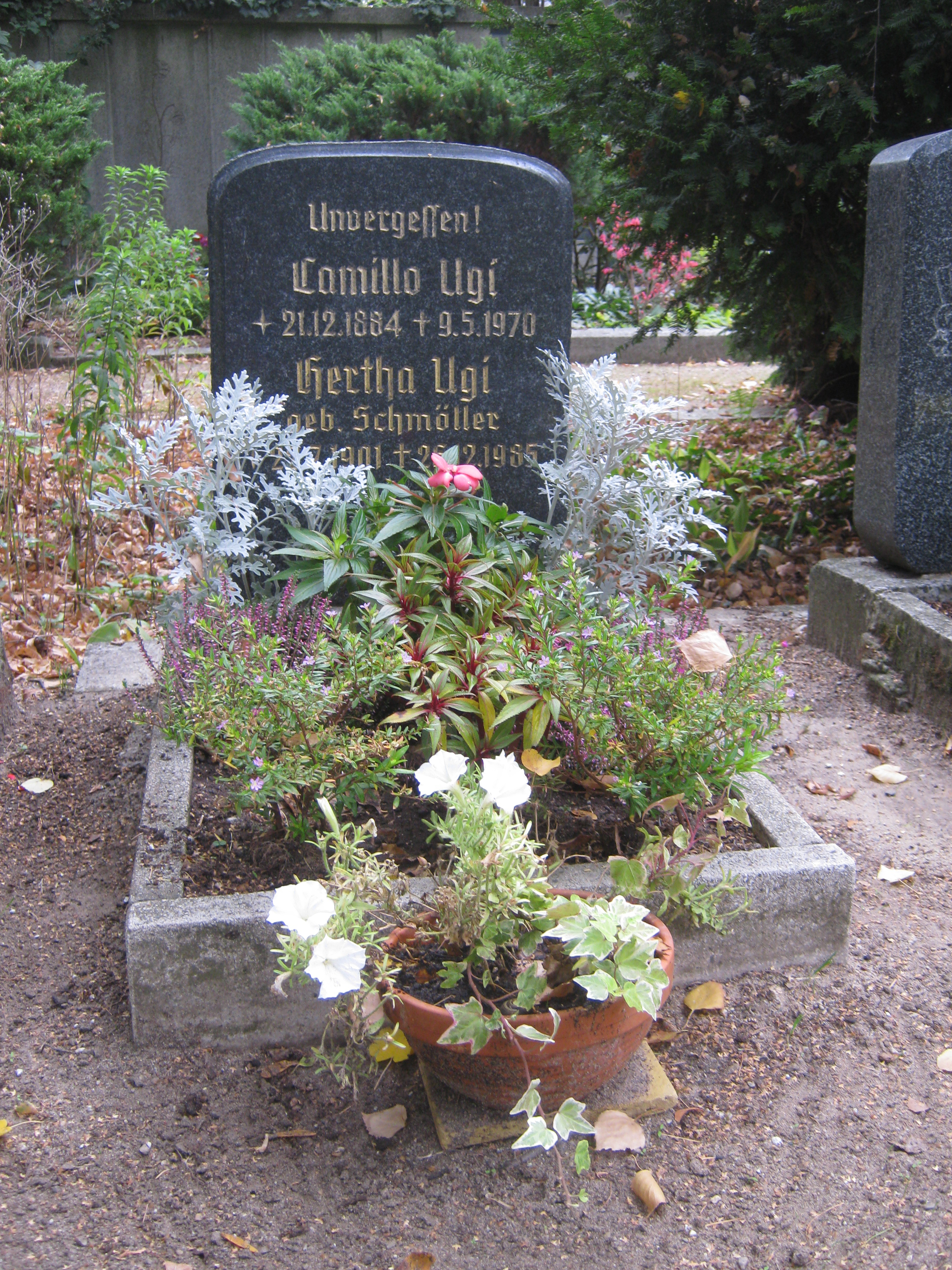
Tomba de Camillo Ugi.

## Palmarès
- Lliga alemanya de futbol: 1906